# Jリーグ U-14
Jリーグ U-14（ジェイリーグ・アンダー・フォーティーン）は日本プロサッカーリーグが主催する14歳以下の選手を対象としたサッカーの公式大会である。

## 概要
6-3-3-4制の学校教育を基盤として選手の日々の活動や公式大会が行われ、且つ大会への参加資格が所属選手数に関わらず一校又は一クラブにつき一チームしか与えられない日本のサッカー環境は、最高学年時以外では試合出場の機会が極めて限られてしまうという状態を作り出し、この事が選手の成長機会やサッカーに対する楽しみを失わせているとして、日本サッカー界の長年に亘る課題とされていた。
この課題に対処すべく、中学生年代に於いて公式戦出場機会の少ない14歳（中学2年）以下の選手に対し、ハイレベルで拮抗した試合環境を年間を通してコンスタントに与える事で選手としてのレベルアップを図ると共に、アウェイへの遠征経験などを通じて社会性を育てる事を目的として2008年度から創設されたのが本大会である。
尚、同様の目的の下2007年度に13歳（中学1年）以下を対象としたJリーグ U-13が創られており、将来的に16歳（高校1年）以下を対象としたJリーグU-16の創設が予定されており、その準備段階としてJリーグ U-16チャレンジリーグが春休みに行われている。

## 開催方式
- 全国の参加チームを北海道・東北地方を中心としたポラリス、関東を中心としたメトロポリタン、東海地方を中心としたボルケーノ、関西地方を中心としたヤマトタケル、中国・四国・九州地方を中心としたサザンクロスの五つのブロックに分け、ブロック内で総当りのリーグ戦を行う。
- 地域内で参加チーム数が多い場合にはブロックを複数のグループに分割し、グループ内でのリーグ戦を行う。
- 大会方式は原則としてホーム&アウェイ方式の二回戦総当り方式であるが、地域によっては一回戦総当り方式やセントラル開催などの形式も採用されている。
- 試合時間は前後半各35分の70分、同点の場合は引き分け。
- 勝ち点は勝利3点、敗戦0点、引き分け双方1点。
- 各ブロックそれぞれで勝ち点の多い順番に順位を決め、同じ場合は得失点差→総得点数→該当チームの勝ち点→同得失点差→総得点の順に比較し決定する。
- 日本サッカー協会第3種または第4種登録で、なおかつ大会施行14年前（2008年度は1994年）の4月2日以降出生した選手が出場できる。
- 試合出場登録は1チーム25人以内（外国人3人まで）、交代は1チーム（1試合につき）14人以内。